# فرانس لمبارت
فرانس لمبارت (بالألمانية: Franz Lambert) موسيقي وملحن ألماني يعزف على آلة الأورغان ولد في 11 مارس سنة 1948 في هيبنهايم بألمانيا درس 4 سنوات في الموسيقى بدأ العزف في سن 16 .

## روابط خارجية
- فرانس لمبارت على موقع IMDb (الإنجليزية)
- فرانس لمبارت على موقع ميوزك برينز (الإنجليزية)
- فرانس لمبارت على موقع ديسكوغز (الإنجليزية)

1. ↑  MusicBrainz (بالإنجليزية), MetaBrainz Foundation, QID:Q14005